# Кожим'ю
Кожим'ю́ або Кожи́м-Ю (рос. Кожимъю, Кожымъю, Кожим-Ю) — річка в Республіці Комі, Росія, ліва притока річки Ілич, правої притоки річки Печора. Протікає територією Троїцько-Печорського району.
Річка починається на південно-східних схилах гори Макар-Із (висота 964 м), протікає на північний схід, північний захід, захід, північний захід, південний захід та південь.
Притоки:
- праві — Тур-Я, Верхній Кожимвож, Середній Кожимвож, Нижній Кожимвож, Сюя
- ліві — Лун-Вож (Лунвож), Іван-Йоль, Кожимєль (Кожим-Йоль), Вачжигаєль (Вачжига-Йоль)